# ساندور سابو (مبارز بالسيف)
ساندور سابو (بالمجرية: Szabó Sándor)‏ هو مبارز بالسيف مجري، ولد في 29 يناير 1941 في بودابست في المجر، وتوفي في 7 أغسطس 1992.

## وصلات خارجية
- ساندور زابو على موقع اللجنة الأولمبية الدولية (الإنجليزية)
- ساندور زابو على موقع أوليمبيديا (الإنجليزية)